# Храм Державной иконы Божией Матери в Чертанове
Храм Державной иконы Божией Матери в Чертанове — приходской православный храм в районе Чертаново Северное города Москвы. Относится к Донскому благочинию Московской епархии Русской православной церкви.

## История

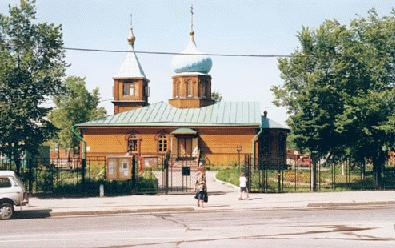
Первый храм

В 1997 году по инициативе православной общины района на пересечении Чертановской улицы и Сумского проезда, недалеко от Верхнего Чертановского пруда, была построена небольшая деревянная церковь. Однако в связи с большим числом прихожан появилось потребность в более обширном помещении. В 2001 году рядом началось строительство нового двухъярусного кирпичного храма с пятью шатрами. 12 октября 2008 года состоялось малое освящение главного престола верхнего храма в честь Державной иконы Божией Матери. В конце 2013 года храм был сдан в эксплуатацию. 25 августа 2019 года состоялось великое освящение храма.
Автор проекта — архитектор Игорь Воскресенский.

## Духовенство
- Игумен Митрофан (Гудков), настоятель;
- игумен Виталий (Гришин);
- протоиерей Сергей Минаев;
- священник Сергей Исаченко;
- священник Владимир Устинов;
- священник Михаил Плотников;
- диакон Максимиан (Максим) Танцуров[4].

## Престолы
Верхний храм освящён в честь Державной иконы Божией Матери, нижний — в честь святых царственных страстотерпцев: царя Николая, царицы Александры, царевича Алексея, великих княжен Ольги, Татьяны, Марии и Анастасии. Приставной престол — в честь святого праведного Иоанна Кронштадтского.

## Святыни
- Ковчег с частицей мощей святой Анастасии Узорешительницы;
- икона с частицей мощей святого апостола Андрея Первозванного[5].